# اثر بازگشتی
اثر بازگشتی یا پدیده بازگشت، ظهور یا ظهور مجدد علائمی است که در هنگام مصرف دارو وجود داشته یا کنترل شده بودند، اما وقتی که همان دارو قطع شود، یا دوز آن کاهش می‌یابد دوباره ظاهر می‌شوند. در صورت ظهور مجدد، شدت علائم اغلب بدتر از سطح پیش درمانی است.

## مثال‌ها

### آرام‌بخش هیپنوتیک
بازگشت بی خوابی
بازگشت بی خوابی، بی خوابیای است که به دنبال قطع مواد آرام بخشی که برای از بین بردن بی خوابی اولیه استفاده می‌شده، است. استفاده منظم از این مواد باعث می‌شود فرد به دلیل خواب رفتن با اثرات دارو به آن وابسته شود؛ بنابراین، هنگامی که فرد مصرف دارو را متوقف کرده‌است اثرات بیماری اش برمیگردد"، فرد ممکن است بی خوابی را به عنوان علائم ترک تجربه کند. گاهی اوقات، این بی خوابی ممکن است از بی خوابی که دارو برای درمان آن استفاده می‌شد، بدتر باشد.
داروهای متداول شناخته شده‌ای که باعث این مشکل میشوند عبارتند از: اگزوپلون، زولپیدم و داروهای ضد اضطراب مانند بنزودیازپین‌ها و تجویز در مواردی که برای خوابیدن مشکل دارند.

## بازگشت افسردگی
علائم افسردگی ممکن است دوباره در بیمارانی که قبلاً دچار این عارضه بودند پدید آید.

## بازگشت به روز
پدیده‌های برگشتی لزوماً فقط پس از قطع مصرف داروی تجویز شده رخ نمی‌دهند. به عنوان مثال، اثرات بازگشت مجدد اضطراب روزانه، احساس طعم فلز، اختلالات ادراکی که پس از ترک بنزودیازپین معمول هستند، می‌تواند در روز بعد از پاک شدن اثرات کوتاه مدت خواب رفتن توسط بنزودیازپین رخ دهند. مثال دیگر که ممکن است اتفاق بیفتد بازگشت بی خوابی در صبح زود است، حالتی که خواب‌آلودگی فرد به سرعت از بین می‌رود و قبل از اینکه خواب کامل شبانه داشته باشد سرحال می‌شود. یکی از داروهایی که به نظر می‌رسد با این مشکلات همراه است تریازولام، دلیل آن نیز قدرت بالای دارو و نیمه عمر بسیار کوتاهش قلمداد شده، اما این اثرات با سایر داروهای خواب‌آور کوتاه مدت نیز ممکن است رخ دهد.

## مقالات وابسته
- سندرم ترک
- عواقب ناخواسته